# Regalecus
Regalecus is een geslacht van straalvinnige vissen uit de familie van riemvissen (Regalecidae). Het geslacht is voor het eerst wetenschappelijk beschreven in 1772 door Ascanius.

## Soorten
- Regalecus glesne Ascanius, 1772 – Riemvis
- Regalecus kinoi Castro-Aguirre, Arvizu-Martinez & Alarcon-Gonzalez, 1991
- Regalecus russelii (Cuvier, 1816)